# Rio Făgeţel (Camenca)
O Rio Făgeţel é um rio da Romênia, afluente do Camenca, localizado no distrito de Bacău.